# Buhutu jezik
Buhutu jezik (ISO 639-3: bxh; bohutu, buhulu, siasiada, yaleba), austronezijski jezik Suaujske podskupine, kojim govori oko 1 350 ljudi (2003 SIL) iz plemena Bohutu u provinciji Milne Bay u Papui Novoj Gvineji.
Leksički mu je najbliži suau [swp], 68%.

## Vanjske poveznice
- Ethnologue (14th)
- Ethnologue (15th)